# Adel Lakhdari
Adel Lakhdari (sinh ngày 12 tháng 8 năm 1989) là một cầu thủ bóng đá người Algérie thi đấu cho MC Oran ở Giải bóng đá hạng nhất quốc gia Algérie.

## Sự nghiệp câu lạc bộ
Ngày 12 tháng 1 năm 2011, Lakhdari ký bản hợp đồng 2,5 năm cùng với ES Sétif.

## Danh hiệu
- Vô địch Cúp bóng đá Algérie 1 lần cùng với ES Sétif ở 2012